# Gaziosmanpaşa

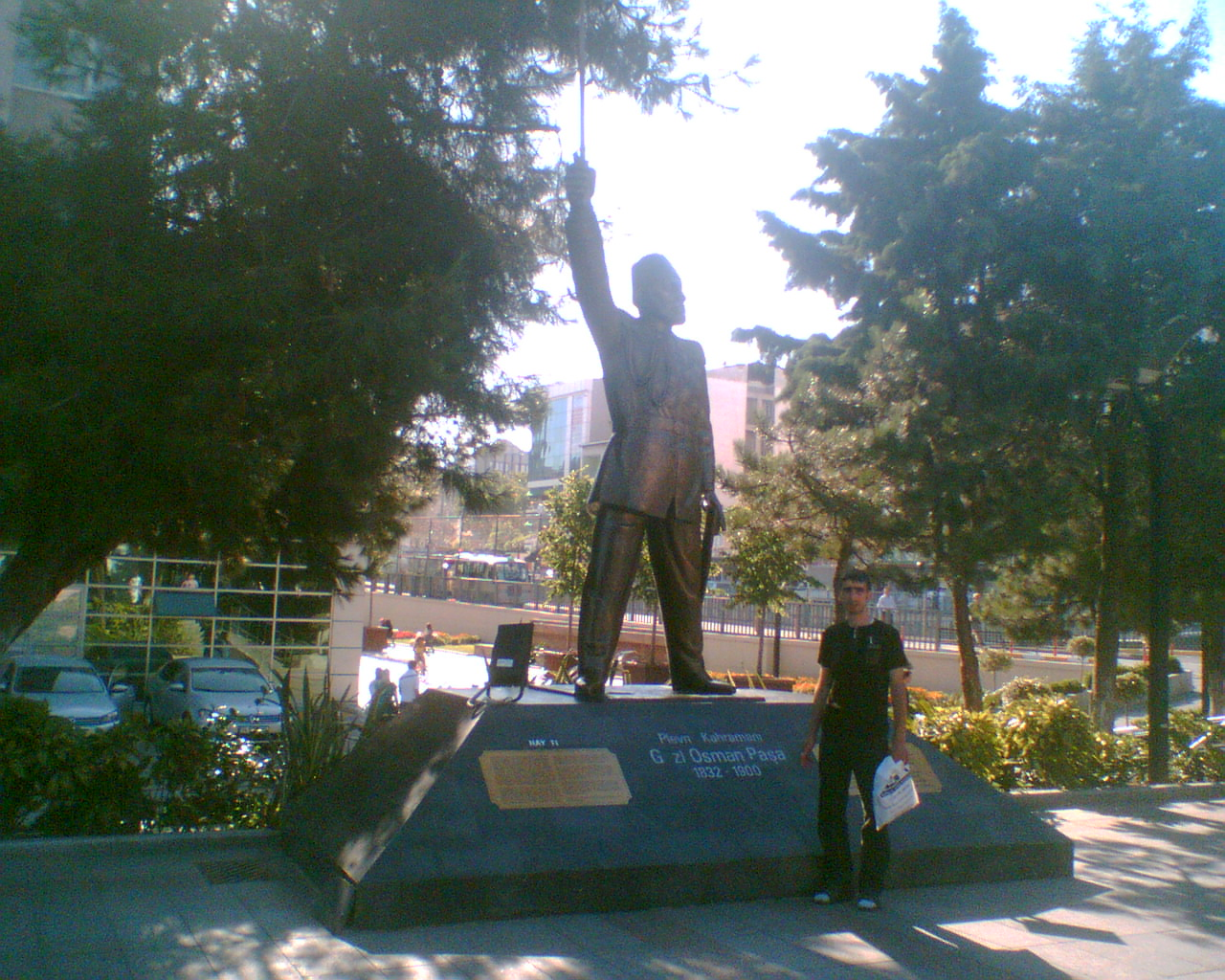
Statue of Osman Pasha in Gaziosmanpaşa district

Gaziosmanpaşa là một huyện thuộc tỉnh İstanbul, Thổ Nhĩ Kỳ. Huyện có diện tích 217 km² và dân số thời điểm năm 2007 là 1013048 người, mật độ 4668 người/km².